# Corophioidea
Corophioidea (лат.) — надсемейство ракообразных из отряда бокоплавов. 

## Описание
Боковая цефалическая доля головы слабо расширена, глаз, если имеется, расположен проксимальнее. Передневентральный край не углублен или умеренно выемчатый, или сильно углублен и сильно выемчатый. Пальпы мандибул с 0, 2 или 3 члениками, если членик 3 присутствует, то он асимметричен и дистально закруглён с волосками, идущими вдоль большей части постеродистального края, или приблизительно параллельносторонний только с дистальными волосками. Гнатопод 1 увеличен или отсутствует; кокса 1 обычно увеличена. Гнатопод 2 у самца не крупнее, немного крупнее или значительно крупнее, чем гнатопод 1. Переоподы 5—7 без дополнительных шипов на переднем крае. Переопод 7 немного длиннее или значительно длиннее 6-го. Уросомиты свободные, или 1 и 2 сросшиеся, или 1—3 сросшиеся. Уроподы 1 и 2 с густым набором жестких волосков или без них. Тельсон без крючков и зубцов.

## Классификация
Включает два семейства и около 50 родов.
- инфраотряд Corophiida
  - парвотряд Corophiidira
    - надсемейство Corophioidea Leach, 1814
      - семейство Ampithoidae Boeck, 1870[4][5]
      - семейство Corophiidae Myers & Lowry, 2003[6]